# Liliam Kechichian
Norma Liliam Kechichian García (Montevideo, 2 de marzo de 1952) es una política uruguaya perteneciente al partido Frente Amplio, actual Senadora de la República. Fue ministra de Turismo entre mayo de 2012 y enero de 2020, y previamente subsecretaria de la misma cartera entre 2006 y 2012.

## Biografía
Nace en Montevideo, en el seno de una familia de origen armenio.
Militante del Partido Comunista del que se separó en la década de 1990. Junto con otros (como Pintado o Rossi), crearon la Alianza Progresista, que adhirió al sector de Danilo Astori. Se desempeñó en el estudio y diseño de investigaciones para el PNUD en la temática de salud reproductiva. También realizó trabajos de campo para el CIESU.
Milita en el Frente Amplio desde su fundación. Electa edila por Montevideo para el periodo del 1990 al 1995.
En 1999 adhiere al sector Alianza Progresista. En 2000 es nombrada Directora de Turismo y Recreación en la Intendencia de Montevideo. 
Electa diputada suplente para el periodo 2005-2010, en marzo de 2005 asume la banca ante la renuncia del titular Víctor Rossi; pero a su vez, pronto renuncia para ser nombrada subsecretaria del Ministerio de Turismo, acompañando a Héctor Lescano durante más de siete años en la cartera.
El 30 de mayo de 2012, el presidente José Mujica anuncia el relevo de Lescano y Kechichian es nombrada Ministra. Confirmada el 3 de diciembre de 2014 por el presidente electo Tabaré Vázquez para continuar con su gestión para el período 2015–2020, cargo que asume el 1° de marzo de 2015.
Es casada y tiene dos hijos, Mariana y Leandro.
En 2014 recibió el premio Legión del Libro de la Cámara Uruguaya del Libro.
En mayo de 2016, fue, según una encuesta, la funcionaria pública mejor evaluada en Uruguay.
En 2019, su sector Alianza Progresista rompe con el Frente Líber Seregni y forma un acuerdo con Fuerza Renovadora de cara a las elecciones generales de 2019, llevándola como candidata a la Cámara de Senadores, secundando a Mario Bergara. Ambos resultan electos.